# Protographium marcellinus
Espèce
Statut de conservation UICN

 VU B2bc+3d : Vulnérable
Protographium marcellinus ou Eurytides marcellinus est un insecte lépidoptère de la famille des Papilionidae, de la sous-famille des Papilioninae et du genre Protographium.

## Dénomination
Il a été décrit  par Henry Doubleday en 1845 sous le nom initial de Papilio marcellinus.
Synonymes : Papilio sinon Fabricius, 1775; Iphidicles sinon ; Dyar, 1903 Eurytides marcellinus .

### Noms vernaculaires
Protographium marcellinus se nomme Jamaican Kite en anglais,.

## Description
Protographium marcellinus est un grand papillon de couleur kaki orné de blanc aux ailes antérieures à bord externe concave et ailes postérieures à bord externe festonné porteuses chacune d'une longue queue. Les  ailes antérieures sont ornées d'une bande blanche depuis le tiers du bord costal qui s'élargit et rejoint le bord interne et d'une ligne submarginale de points blancs. Les ailes postérieures sont ornées de deux bandes blanches partant de la base et d'une en triangle partant du bord costal, d'une ligne submarginale de chevrons blanc et d'un point rouge anal.

## Biologie
Protographium marcellinus vole en deux générations.  Quand une génération est abondante, il devient migrateur.

### Plantes hôes
La plante hôtes de sa chenille est Oxandra lanceolata .

## Écologie et distribution
Protographium marcellinus réside à la Jamaïque. Il est migrateur occasionnel en Floride.

### Biotope
Il réside dans les rares lieux où pousse la plante hôte de sa chenille Oxandra lanceolata.

### Protection
Protographium marcellinus est inscrit vulnérable (VU) sur le Red Data Book de l'IUCN.